# Les étudiants de Paris
Les étudiants de Paris è un film del 1906 diretto da Harry Ray.

## Trama
Scena comica in 18 dipinti: 1) Lettera del padre allo studente; 2) addio ai genitori; 3) la partenza; 4) Arrivo a Parigi; 5) alloggio dello studente; 6) Camere dell'alloggio; 7) libera uscita dello studente; 8) Ristorante per studenti; 9) Vita tranquilla nel Quartiere Latino; 10) Entrare nella scuola di diritto; 11) Interno della scuola; 12) Ballo Quartiere Latino; 13) Ballo nel viale Saint-Michel; 14) Studente torna nella sua stanza; 15) Caffè di Harcourt; 16) Arrivo dei genitori; 17) Andando alla palla Bullier; 18. La palla Bullier (danza eccentrica).
Lo studente (Max Linder) va a Parigi inviato da suo padre, per completare la sua formazione scolastica. Lo studente una volta arrivato a Parigi incomincia ad assaporare la bella vita. Tutto questo termina con l'arrivo improvviso dei genitori

## Proiezioni[1]
1. Festival Phono-Cine-Gazette, sala Trocadero, Parigi, 27 maggio 1906
2. Vitographe americano, Sala musicale rinascimentale, Parigi, 19.10.1906
3. Cinema-teatro Rancy, Tolosa, dal 12 al 18.4.1907
4. Empresa Fontenelle e Cia, Teatrinho Iracema, Fortaleza (Brasile), dal 7.6 al 25.8.1908